# Oxfam
Oxfam International (Oxford Committee for Famine Relief) est une confédération d'une vingtaine d'organisations caritatives indépendantes à travers le monde. Celles-ci travaillent ensemble et en collaboration avec des partenaires locaux répartis dans 66 pays dans le monde.

## Histoire
Oxfam, initialement Oxford Committee for Famine Relief (l'abrégé date de 1965), est fondée en Angleterre en 1942 pour agir contre la famine provoquée par le blocus anglais contre l'occupation nazie en Grèce. Alors que les puissances de l’Axe occupent presque toute l’Europe, la Grèce fait face à un blocage naval des forces alliées qui refuse de lever, malgré la famine qui tue 2 000 personnes chaque jour. À Oxford, un petit groupe de personnes décide de former le « Oxford Committee for Famine Relief »[réf. nécessaire].
Dans les années 1960, l’organisation développe des méthodes de mobilisation, désormais courantes. Des annonces poignantes dans les journaux aux mobilisations sur Trafalgar Square aux côtés des Beatles et des Rolling Stones, Oxfam mobilisa des dizaines de milliers de citoyens et citoyennes pour interpeller directement les députés britanniques[réf. nécessaire].
Par la suite, des organisations non gouvernementales de coopération au développement se sont constituées indépendamment sous le nom d'Oxfam dans différents pays développés[réf. souhaitée]. En 1995, elles se sont regroupées au sein de la confédération Oxfam international, créée pour assurer à leur action une meilleure efficacité et une plus grande visibilité[réf. souhaitée].
Ces ONG luttent aujourd'hui sur les terrains politiques, économiques et humanitaires contre la pauvreté et les inégalités dans le monde ainsi que pour un développement durable : commerce équitable, lutte contre la pauvreté, plan d'urgence, réglementation des armes, éducation pour tous et autres.

## Organisation

### Confédération

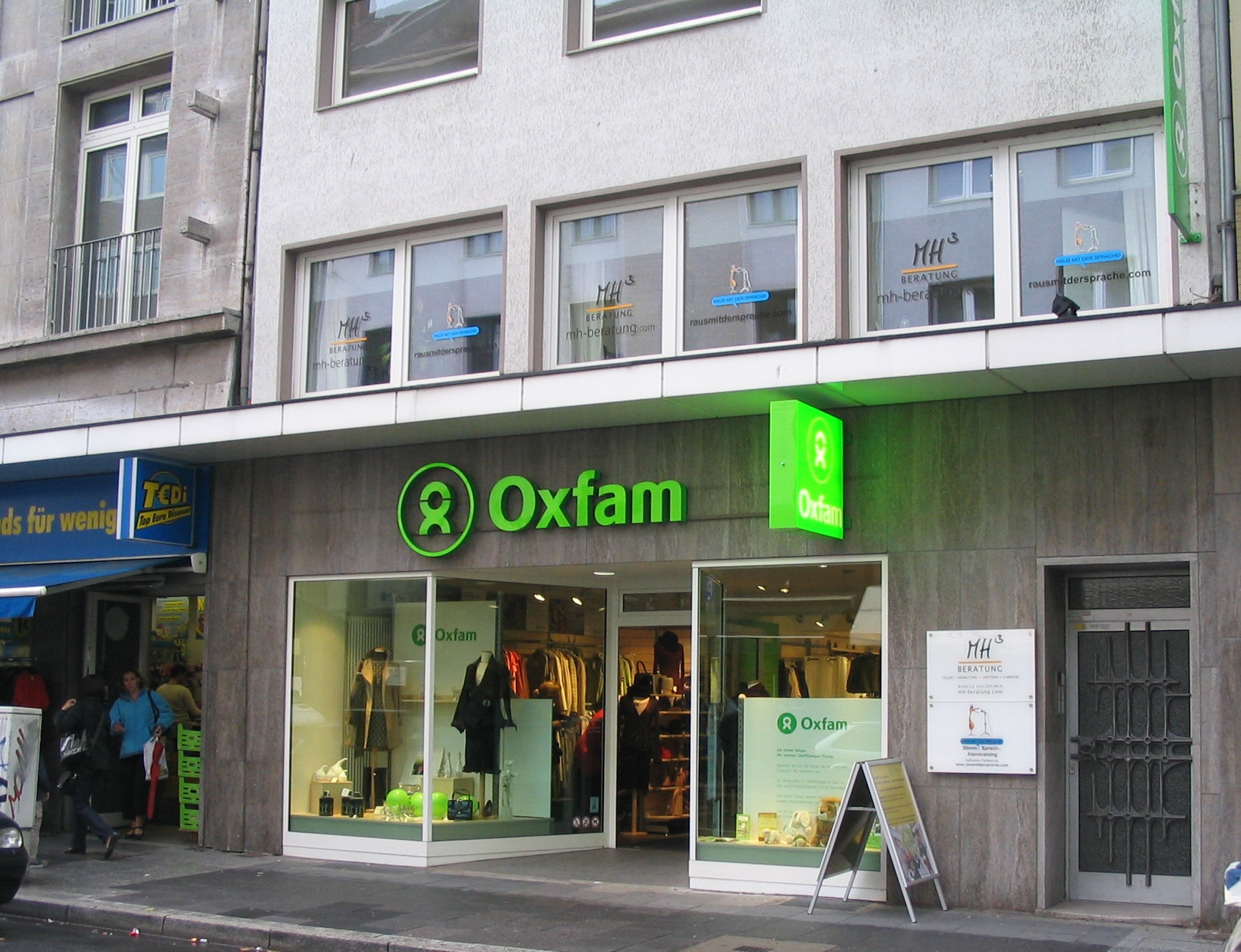
Magasin d'Oxfam International à Düsseldorf en Allemagne

Les 20 affiliés Oxfam sont basés en Allemagne, Australie, Belgique, Brésil, Canada, Espagne, États-Unis, France (Oxfam France), Hong Kong, Inde, Irlande, Italie, Japon, Mexique, Nouvelle-Zélande, Pays-Bas, Royaume-Uni et dans la province canadienne du Québec.
Le secrétariat d'Oxfam international se trouve à Nairobi (Kenya). Il compte également des bureaux à Bruxelles, Genève, Washington, New York et Addis-Abeba (Afrique de l'Est).

### Financement
Oxfam est notamment financée par l’Union européenne, qui lui a versé 75,3 millions d’euros pour l’année 2013-2014.

## Activité

### Présentation
Oxfam International est une confédération d'une vingtaine d'organisations caritatives indépendantes à travers le monde. Celles-ci travaillent ensemble et en collaboration avec des partenaires locaux répartis dans 66 pays dans le monde, pour s'attaquer de manière globale à la pauvreté et aux inégalités : actions humanitaires d'urgence, programme de développement et d'appui de long terme, mobilisation citoyenne et plaidoyer — ou « lobby citoyen » — pour agir sur les causes profondes de la pauvreté et des inégalités et obtenir des changements durables.

### Actions humanitaires de la confédération Oxfam Internationale
Oxfam a apporté au cours de l'année 2019 une aide humanitaire, incluant eau propre et vêtement, à 1,2 million de personnes en Syrie.
Deux employés d'Oxfam sont tués en janvier 2020 lors d'une attaque d'un groupe armé dans le sud du pays. Un bénévole de l'association a également été blessé.

### Positions politiques publiques
En 2014, Oxfam milite pour que la fin de la fraude fiscale internationale soit une priorité du G20.

### Activités commerciales

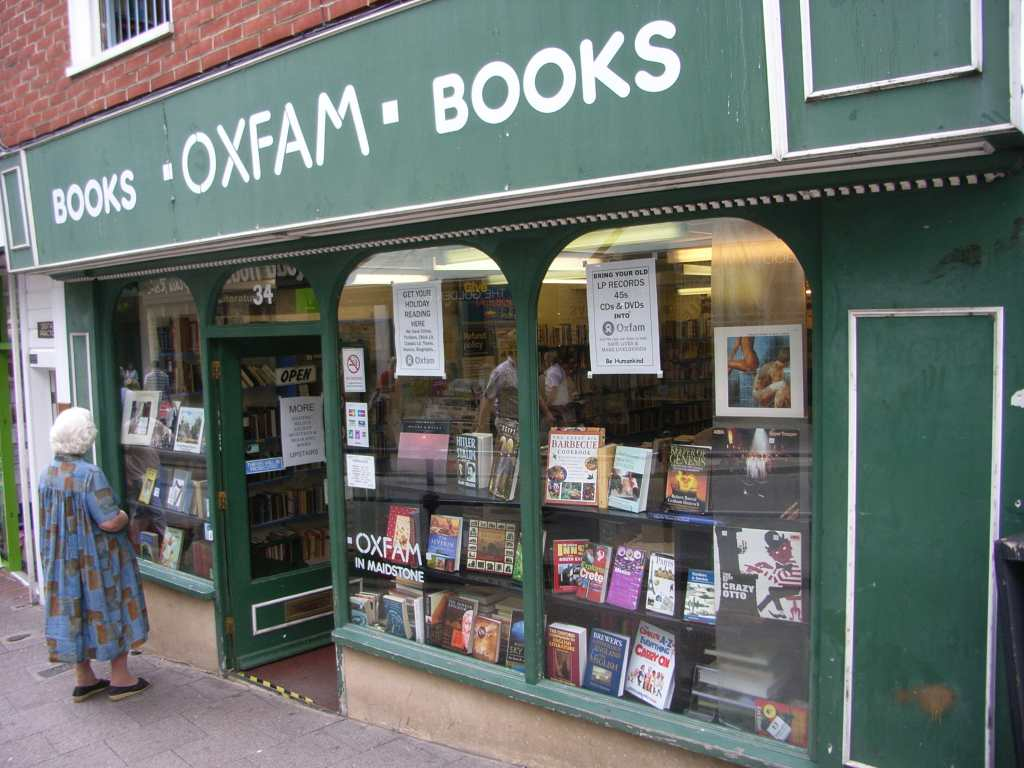
Librairie Oxfam à Maidstone, en Angleterre.

Oxfam Books, Oxfam Bookshop ou Oxfam Books & Music sont les principales enseignes sous lesquelles sont connues les activités de libraire d'Oxfam International, qui opère une chaîne de points de vente d'ouvrages de seconde main.

### Études et rapports
En janvier 2017, Oxfam publie une étude sur les inégalités sociales dans le monde. Selon cette étude :
- les huit hommes les plus riches détiennent autant de richesses que les 3,7 milliards de personnes les plus pauvres ;
- les 1 % les plus riches détiennent autant de richesses que les 99 % restants[7].

Selon le magazine Capital, certaines « approximations » de cette étude annuelle sur le creusement des inégalités ont « été maintes fois dénoncées ».

## Critiques et scandales
La presse souligne régulièrement les « erreurs grossières » sur la méthodologie des enquêtes et sur l'« opposition à toute rémunération du capital », celle-ci ne servant finalement qu'à développer le buzz et ainsi augmenter la notoriété et les financements : Oxfam « s'est lancé dans une course à la croissance des ressources ». Le journal libéral L'Opinion va même jusqu'à parler en titre de « supercherie » concernant l'organisation.

### Actions controversées
En 2006, Oxfam fait pression auprès de la chaîne Starbucks pour que les producteurs éthiopiens de café soient mieux rémunérés, notamment les producteurs des régions de Yirgacheffe, Sidamo et Harar qui tentaient d'obtenir une certification pour leur production. Après deux années de campagne contre l'entreprise, les producteurs éthiopiens courent le risque de perdre un acheteur important. Starbucks accuse Oxfam de comportement trompeur et lui demande de cesser sa campagne. L'entreprise ne souhaitant pas « reconnaître à l'Éthiopie la propriété de ses marques de café », un accord de distribution et marketing en partenariat est scellé avec l'Éthiopie pour éviter de déstabiliser le marché du café dans le pays,.
En 2013, Oxfam demande à la société Dole d'enlever le label éthique de ses produits, en pointant, avec le parti écologiste, les mauvaises conditions de travail des agriculteurs et les atteintes à l'environnement aux Philippines. Selon l'entreprise, qui conteste les faits, l'action d'Oxfam viserait à promouvoir la marque concurrente Fair trade.

### Critiques
En 2005, l'organisation est critiquée pour ses liens avec le gouvernement britannique travailliste,. En 2014, Oxfam fait face à une enquête de l’organisme de surveillance des organisations caritatives après avoir attaqué le programme d’austérité du gouvernement conservateur de Grande-Bretagne. Les députés conservateurs se sont dits consternés par ce qu'ils ont qualifié de "campagne manifestement politique" d'une organisation caritative au Royaume-Uni. Oxfam a plusieurs liens avec le Parti travailliste, notamment par l'intermédiaire de David Pitt-Watson, trésorier honoraire de l'association et par ailleurs nommé secrétaire général du Parti travailliste en 2008, mais qui n'a pas pris ses fonctions. Stephen Doughty, ancien conseiller de Douglas Alexander, ministre du Cabinet fantôme du Labour, a travaillé pour Oxfam en 2006 et, entre 2010 et 2011, au poste de directeur général d’Oxfam Wales avant d'être élu député travailliste de Cardiff South et de Penarth en novembre 2012. Jo Cox, ancienne responsable des politiques chez Oxfam, est la candidate du parti travailliste aux élections générales de 2015 à Batley et Spen, ainsi que la présidente du réseau des femmes travaillistes. Elle est également une ancienne conseillère de Sarah Brown, épouse de l'ancien Premier ministre travailliste Gordon Brown et de la baronne Kinnock.
En 2011, la journaliste Karen Rothmyer reproche à Oxfam ainsi qu'à d'autres organisations non gouvernementales de communiquer avant tout sur la misère de l'Afrique afin d'attirer des fonds plutôt que de montrer ce qui a été accompli cachant ainsi l'état réel de l'Afrique.
Oxfam a également été critiquée pour son manque de transparence et de traçabilité. L'organisation est perçue par certains critiques[Lesquels ?] comme n'étant pas efficace sur le terrain pour combattre la pauvreté. David Ransom a ainsi comparé ses valeurs au colonialisme d'évangélisation et au capitalisme industriel.
En 2014, des membres du Parlement anglais critiquent Oxfam pour sa politique de commerce équitable. Ils reprochent aux 150 librairies solidaires Oxfam en Grande-Bretagne de bénéficier de 80 % d'exonération fiscale, alors qu’elles génèrent des fonds caritatifs importants.
En 2015, Oxfam affirme que les 1 % les plus riches possèdent plus de la moitié des richesses. Cette affirmation est démentie par certains économistes, le calcul étant selon eux incorrect.
De 2006 à 2014, Scarlett Johansson est ambassadrice d'Oxfam. Elle démissionne à la suite de pressions liées à sa participation à une publicité pour la société Sodastream qui possède à ce moment-là, une usine à Ma'aleh Adumim, une des colonies israéliennes. Bien qu'Oxfam n'appelle pas à du boycott, l'organisme est considéré comme anti-israélien par les conservateurs canadiens et d'autres soutiens à Israël. Oxfam soutient « la solution politique de deux États », et ses actions sont critiquées pour être de caractère politique et pour relayer les considérations humanitaires au second plan. En 2014, une conférence en faveur de Gaza est annulée par Oxfam en raison de la participation d'Ibrahim Hewitt, ayant tenu des propos jugés homophobes et antisémites.
En mars 2020, l'ambassadeur d'Israël en Grande Bretagne, Mark Regev proteste contre la vente de livres antisémites sur le site internet d'Oxfam, en particulier Le protocole des sages de Sion. En réponse, le directeur général d'Oxfam (GB) présente ses excuses et retire les livres haineux de la vente, en affirmant les avoir détruits.
Oxfam France se voit critiqué dans les années 2020 pour les rapports qu'elle médiatise, la presse parlant de « dysfonctionnements internes et ses enquêtes peu fiables ». Derrière le discours moralisateur d'Oxfam dans le monde, les méthodes sont pointées du doigt comme son lobbying agressif, ses défauts de gouvernance, la méthodologie médiocre de ses études, ou encore les licenciements massifs d'un tiers de ses employés : le 21 mai 2020, Oxfam annonce la suppression de 1 450 emplois sur 5 000 et la fin de sa présence dans 18 pays sur 66,,. Cette décision est d'autant plus mal perçue qu'elle est suivie par un appel au bénévolat sur les réseaux sociaux[source insuffisante].
En janvier 2024, Oxfam affirme que la fortune des cinq hommes les plus riches au monde est passée de 405 à 869 milliards de dollars entre 2020 et 2023 et exhorte à les taxer davantage.

### Scandale d'abus sexuels
Début 2018, The Times publie un rapport mettant en cause le directeur régional de l’organisation à Haïti. D'anciens responsables de l'organisation, dont le directeur belge, Roland Van Hauwermeiren, sont accusés d'avoir engagé des prostituées aux frais de l'organisation et de s’être livrés à des viols. Le rapport relate une « culture de l’impunité » chez certains membres du personnel d’Oxfam et l'éventuelle présence d'enfants parmi les prostitués. Le Times révèle également qu'Oxfam était au courant et a gardé le silence pendant six ans. Oxfam avait décidé de ne pas divulguer les crimes pour ne pas nuire à son image publique et avait licencié sept de ses employés, dont le directeur belge, ayant eu recours à des prostitués.
À la suite de ces révélations, Oxfam permet au directeur de l'organisation pour Haïti puis à la directrice générale adjointe de l'ONG, qui avaient couvert cette affaire, de démissionner,,. Le 20 février, le directeur général Mark Goldring reconnaît devant la Chambre des communes britannique que des membres du personnel d'Oxfam s'étaient livrés à des crimes et viols au Liberia, au Soudan, aux Philippines, au Bangladesh ou encore au Liban. La secrétaire d'État chargée du Développement international lui rétorque alors : « Vous avez trompé de manière sans doute délibérée les gouvernements, la police et le grand public ».

## Oxfam-Belgique
Oxfam-Belgique est une ONG fondée en 1964 par le Comte Victor de Robiano, le Baron Antoine Allard et quelques amis, suivant l'exemple de l'Oxford Committee for Famine Relief actif en Grande-Bretagne depuis 1942.

### Historique
Dans le contexte de la décolonisation, l’organisation a pour premier objet l'aide aux pays du sud nouvellement indépendants. Les sécheresses de 1964 sont l'occasion pour Oxfam-Belgique de répondre à ses premières situations d’urgence. Elle envoie de l'aide alimentaire en Inde, au Burundi au Congo-Kinshasa (RDC) et au Nicaragua.
À partir de 1968, les premières collectes de vêtements ont lieu. Elles sont suivies plus tard par l’ouverture des premiers magasins de seconde main destinés à la collecte de fonds.
En 1970, à la suite d'un cyclone au Pérou, ont lieu les premières implications de terrain d’aide aux victimes en collaboration avec des organisations partenaires.
L'organisation Oxfam-Projets est créée pour l'examen et la gestion des projets et des équipes de coopérants.
En Belgique, Oxfam-Belgique œuvre à la sensibilisation du public et participe, sous l'impulsion de son secrétaire général Pierre Galand à différentes actions et manifestations : lutte contre l'apartheid, mobilisation en réponse à la crise du Sahel, opposition au déploiement d’armes nucléaires en Belgique, etc. …[source secondaire nécessaire]
L'idée de commerce équitable, née dès le début des années 1970 avec la création en 1971 d'un premier magasin pionnier, le Wereldwinkel (magasin du monde) d’Anvers, prend de l'ampleur avec la création en 1975, de l'organisation néerlandophone Oxfam-Wereldwinkels et l’année suivante de son équivalent francophone, Oxfam-Magasins du Monde.
Depuis la fin des années 1970, Oxfam-Belgique participe avec d’autres organisations au Consortium belge pour les situations d'urgence. Son action principale, reste cependant axée sur des projets de développement durable.

#### Oxfam-en-Belgique
L’appellation Oxfam-en-Belgique désigne en 2009 la plate-forme de collaboration entre les trois organisations Oxfam belges :
- Oxfam Solidarité, organisation bilingue née en 1996 de la fusion d‘Oxfam-Belgique et d‘Oxfam-Projets, et qui perpétue les actions de ces deux organisations.
- Oxfam-Wereldwinkels, organisation de commerce équitable belge néerlandophone (plus de 200 magasins en région flamande et bruxelloise)
- Oxfam-Magasins du Monde, organisation de commerce équitable belge francophone (une centaine de magasins en région wallonne et bruxelloise)

L'appellation Oxfam Belgique est le résultat d'une fusion entre Oxfam Solidarité asbl, Oxfam-Wereldwinkels vzw et Oxfam Fair Trade sc en 2020.

### Controverses
En 2002, Oxfam Belgique publie une affiche d'incitation au boycott d'Israël, avec une caricature d'une orange sanglante. La ressemblance de l’orange saignante avec le mythe de l’hostie profanée saignante du Moyen Age est jugée flagrante, notamment par le Centre Simon Wiesenthal. À la suite de plaintes, Oxfam International communique qu'il ne soutient pas le boycott d'Israël, qu'il considère le message de l'affiche comme inapproprié, qu'il regrette l'association d'Oxfam avec ce type de message et qu'il offre ses excuses. Oxfam Belgique est quant à elle, réprimandée par le président Ian Anderson,.
L'organisation reçoit de nombreuses critiques lorsqu'elle annonce le 21 janvier 2005 qu'elle n'acceptera pas et ne rendra pas les fonds versés par le Vlaams Belang dans le cadre de l'action de solidarité Tsunami 12-12 pour les victimes du séisme et tsunami de 2004 dans l'océan Indien.
En 2009, Rudi Roth déplore que Oxfam Belgiq ait collaboré avec l’UAWC, une filiale de l’organisation palestinienne FPLP.
En 2019, les services de renseignements israéliens mettent en cause deux organisations belges, dont Oxfam Belgique, dans le financement du FPLP. Oxfam Belgique a transféré des fonds à l'UAWC à hauteur de 288 002 euros de 2017 à 2018, mais affirme n'avoir effectué aucun financement depuis